# Cheiridopsis namaquensis
A Cheiridopsis namaquensis a szegfűvirágúak (Caryophyllales) rendjébe, ezen belül a kristályvirágfélék (Aizoaceae) családjába tartozó faj.

## Előfordulása
A Cheiridopsis namaquensis előfordulási területe a Dél-afrikai Köztársaság déli felének a nyugati részén található, a Namaqualand régióban, ahonnan a nevét kapta. Általában 300-900 méteres tengerszint feletti magasságok között él.

## Megjelenése
Rövid szárú, évelő pozsgás növény. A vastag, de hosszúkásan hengeres levelei zöldek vagy szürkés-zöldek. A virága kicsi és sárga színű.

## Képek

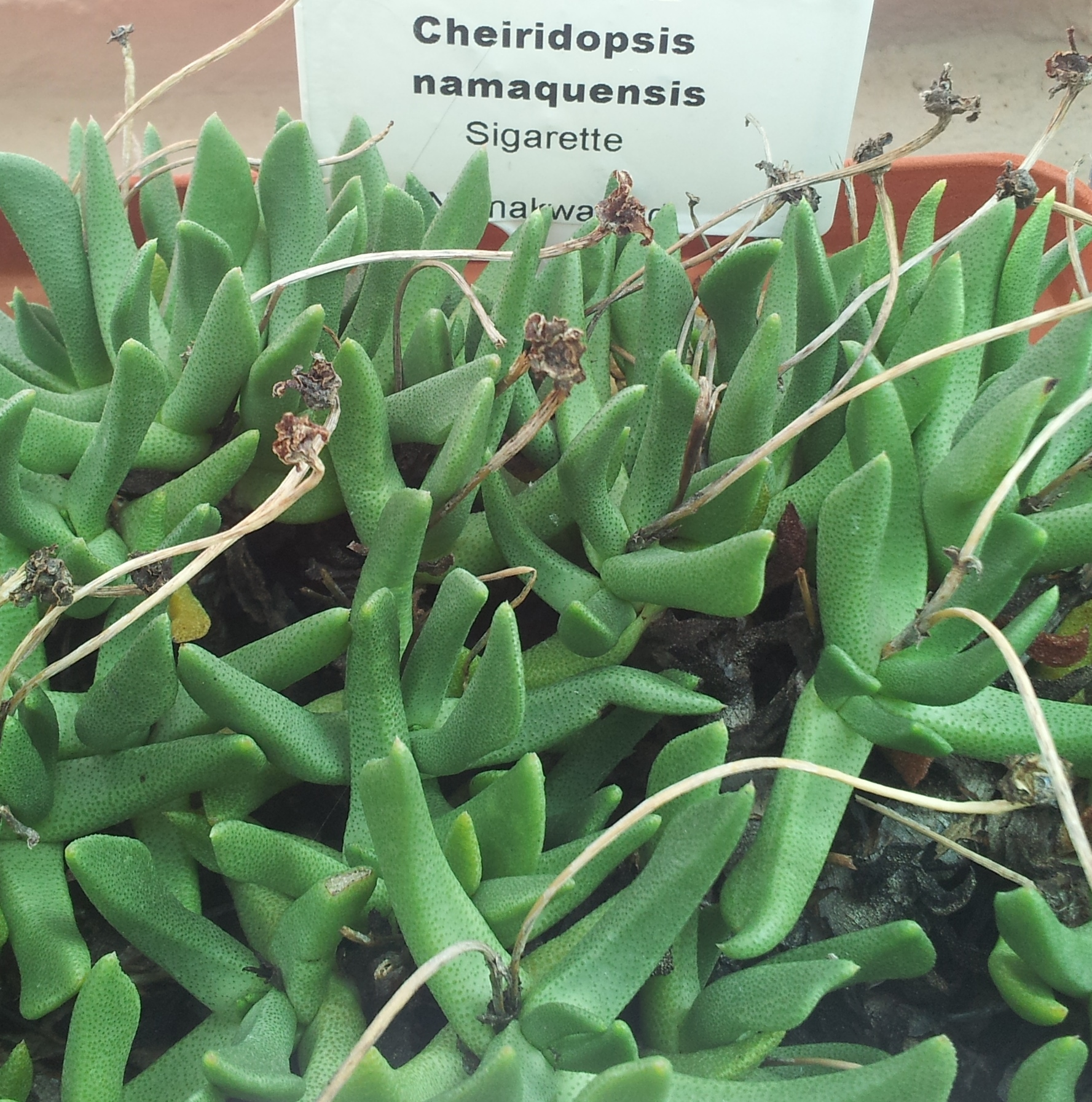
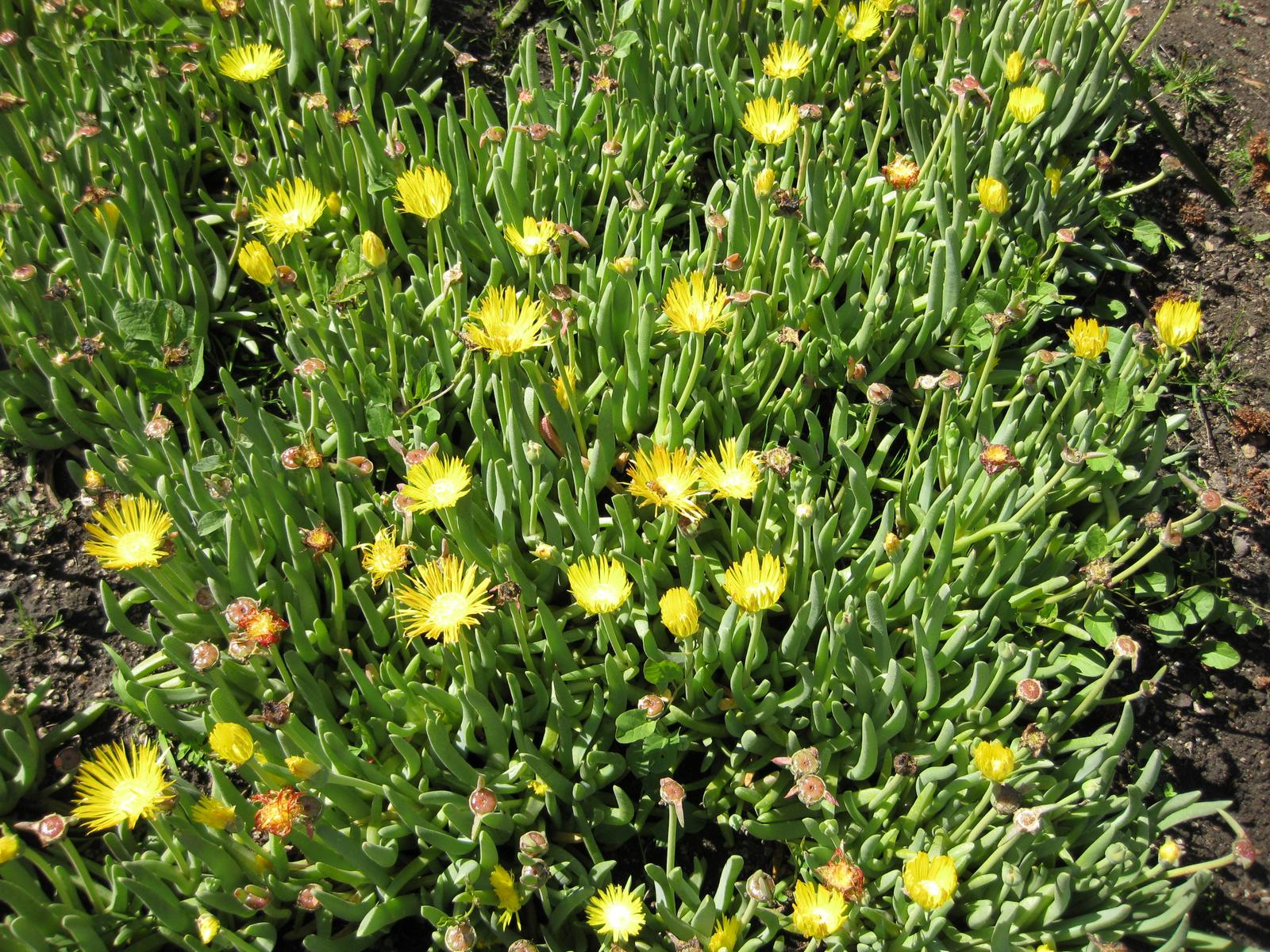
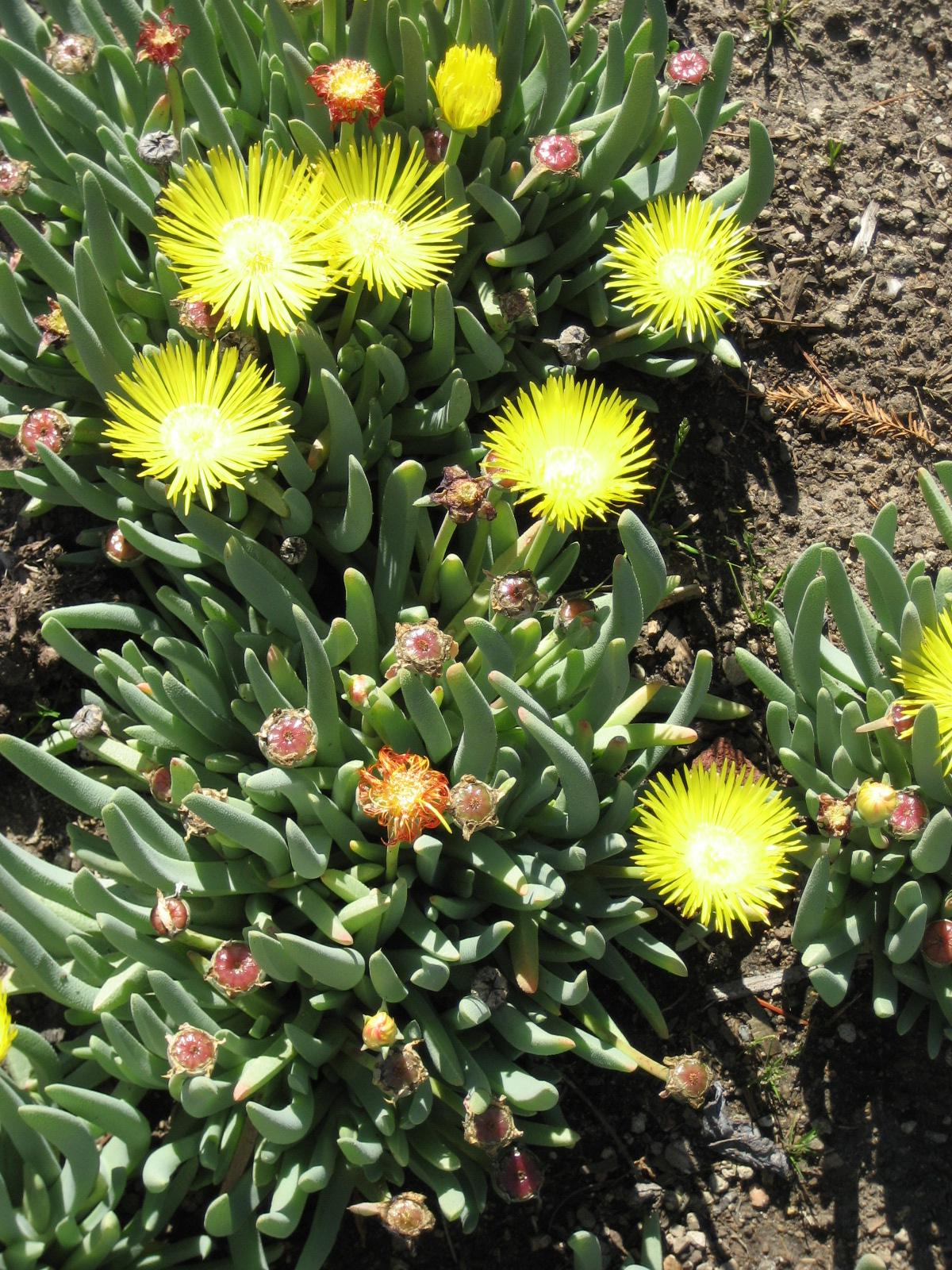